# Гърция
Гърция, официално Република Гърция (на гръцки: Ελλάδα, Елада или катаревуса: Ελλάς, Елас, пълно име: Ελληνική Δημοκρατία, Елиники Димократия, Гръцка република), е държава в Югоизточна Европа, заемаща най-южната част на Балканския полуостров. Граничи с Албания, Северна Македония и България на север, с Турция на изток, със Средиземно море на юг, с Йонийско море на запад, а между континенталната част и някои от островите са разположени в Егейско и Критско море. Площта ѝ е 131 475 km², от които 130 335 km² суша и 1140 km² водна площ.
На територията на Гърция се е развивала древногръцката цивилизация, която се счита за люлка на Западната цивилизация и за родина на демокрацията, европейската философия, литература и драма (вкл. трагедията и комедията), редица математически принципи, първите монети и Олимпийските игри. Съвременната гръцка държава е основана през 1830 година след успешно въстание срещу османската власт.
Страната има високоразвита икономика, с високи доходи на населението и много висок стандарт на живот (на 22-ро място в света). Гърция е член на Европейския съюз от 1981 година, на Еврозоната от 2001, на НАТО от 1952 и на Европейската космическа агенция от 2005. Страната е една от основателките на ООН и ОИСР. От 6 септември 2023 г. е член на инициатива „Три морета“.

## География
Гърция е разположена в Европа, в южната част на Балканския полуостров. Основната част от територията ѝ се състои от планински земи, издадени в морето на юг от основната част на Балканския полуостров, завършващи с Пелопонеския полуостров. Последният е разделен от сушата посредством Коринтския канал, както и Патраският, Коринтският и Саронският заливи. Поради разчленения характер на бреговете и множеството острови, Гърция има 12-ата най-дълга брегова линия в света с дължина от 13 676 km. Сухоземните ѝ граници възлизат на 1228 km – 494 km с България, 282 km с Албания, 246 km със Северна Македония и 206 km с Турция. Общата площ на Гърция е 131 957 km². Страната е разположена между 34° и 42° с.ш. и 19° и 30° и.д.
Гърция има голям брой острови – между 1200 и 6000 в зависимост от дефиницията, от които 227 са населени. Най-големият от тях е Крит, следван от Евбея, Родос и Лесбос. Островите са групирани в няколко големи архипелага – Арго-Саронски около Атина, Цикладски острови в централно Егейско море, Северноегейски острови около бреговете на Турция, Додеканези между Турция и Кипър, Северни Споради около бреговете на Евбея и Йонийски острови в Йонийско море.
Около 80% от територията на Гърция се състои от планини и хълмове, което я прави една от държавите с най-много планини в Европа. Най-високият връх е Митикас (2917 m) в планината Олимп. На запад се намира планината Пинд, която е естествено продължение на Динарските планини. Най-високият ѝ връх е Смоликас (2637 m). Пинд се простира и на юг, през централен Пелопонес, продължава по островите Китера и Антикитера и завършва на остров Крит. Върховете по тези острови преди много години са били част от планини, които са потънали в морето. В североизточна Гърция се намира южният дял на Родопите. Тази част от страната е покрита и с гъсти гори.
В Тесалия, Централна Македония и Тракия преобладава равнинният релеф. Там са разположени по-голямата част от земеделските стопанства в Гърция, което прави тези региони важни от икономическа гледна точка.
Климатът е субтропически или също средиземноморски. Зимата е хладна и влажна, а лятото е горещо и сухо. Често през лятото стават пожари.
Гърция има няколко големи реки, сред които Алиакмонас (Бистрица), Стримонас (Струма), Аксиос (Вардар), Нестос (Места) и Еврос (Марица). Големите езера в Гърция са Преспанско езеро, Корония (Лъгадинско) и Волви (Бешичко).

### Флора и фауна
По-голямата част от Гърция попада в биогеографския регион на Егейско-източносредиземноморските смесени гори – главно в екорегиона на Егейско-западнотурските склерофилни и смесени гори, но също и на Критските средиземноморски гори на остров Крит и Пиндските смесени гори в планината Пинд и други по-високи области в западна Гърция. Крайните северозападни части на континентална Гърция влизат в екорегиона на Илирийските листопадни гори, някои северни области – в Балканските смесени гори, а най-високите части на Родопите по границата с България – в Родопските планински смесени гори.
Фауната не е изобилна, но все още се срещат редки популации от мечки, рисове, чакали, лисици и алпийски антилопи. Дивата коза, изчезнала в повечето европейски държави, все още се среща в Гърция и на остров Крит. Голямо е разнообразието от мигриращи и местни птици, както и от морски животни, възлизащи на над 250 вида. Забележителен морски вид е костенурката Карета.
От 4992 вида висши растения, регистрирани в Гърция, около 742 са ендемити. Билки, редки цветя и растения съставят ботаническото богатство на страната. Растителността варира според надморската височина. От 0 до 460 m над морското равнище виреят предимно портокали, маслини, фурми, бадеми, нар, смокини, грозде, тютюн, памук, ориз. От 460 до 1070 m преобладават дъб, кестен, бор. Над 1070 m – ела и бук. Естествената гъба е важна износна стока.

## История

### Етимология
Името „Гърция“ на старогръцки и катаревуса е Ελλάς, а на димотики – Ελλάδα, но старият номинатив Ελλάς и днес може да се срещне върху документи или марки. Името Гърция идва от названието на едно беотийско гръцко племе от град Граеа, което колонизира южна Италия през VIII век пр. Хр. Европейците използват имена, производни на Graecia, но персийците, турците и арабите използват името Yunans, т.е. йонийци (гръцки „Ίωνας“). Интересна е уникалната форма, използвана от грузинците за гърците – „berdzeni“, което на грузински означава мъдри.
В Средновековието гърците смятат себе си за наследници на римляните (ромеи), а терминът елини се използва за означаване на езичниците. Едва по време на гръцкото възраждане се появява отново самоназванието „елини“, но и ромеи се запазва в Южна Македония и Тесалия чак до 1912 г.

## Стара история
В Гърция през бронзовата епоха се зараждат първите европейски цивилизации – цикладската в Егейско море, минойската на о-в Крит и микенската на континента. По-късно се развиват редица полиси, някои от които създават колонии по бреговете на Средиземно море (вкл. днешните южна Италия и Франция), Мала Азия и Черно море. Техният културен и икономически разцвет дава началото на т.нар. класически период, когато се полагат основите на демокрацията, на европейската наука, архитектура, литература, изкуство и философия, най-вече известни от описанията на Древна Атина.
Между 499 и 449 година преди Христа Атина в съюз със Спарта водят серия от успешни войни срещу нападналата ги Персия. Разривът между Атина и Спарта след края на този конфликт довежда до нов – Пелопонеските войни, които значително отслабват в икономическо отношение и двата полиса. Тези междуособици стават причина за възхода на Тива, а на по-късен етап – и на Древна Македония, която под ръководството на Александър Велики обединява гръцкия свят и нанася окончателно поражение на Персия. В този период неговите войски завладяват огромни територии и основават градове в централна Азия и Северна Африка. Походите на Александър поставят началото на Елинистическата епоха и разпространението на гръцката култура в голяма част от античния свят. Близо два века след началото на тази епоха – през 146 г. пр. Хр., римляните завладяват Гърция и слагат край на културния подем. Много гърци бягат от римската власт в свои градове из Близкия изток и Африка, като Александрия, Антиохия и Селевкия. Римската империя възприема много аспекти на гръцкото общество и бит, включително митологията и методите на строителство.
Към 330 година след Христа упадъкът на Рим е очевиден, и в резултат на смесването на римската и гръцката култури на изток се обособява Византия с център Константинопол. В края на 5 век Западната римска империя престава да съществува, и Византия остава единственият пряк наследник на Рим. Византийската империя просъществува още дълго – до 1453 година, когато е окончателно завладяна и унищожена от настъпващите османски турци. Настъпва период на османско владичество. Гръцката интелигенция от Византия емигрира в Италия и други европейски страни, където изиграва важна роля в развитието на Ренесанса, който е повлиян от древногръцкото изкуство и философия. Въпреки това гръцкият народ запазва своята идентичност под османско владение благодарение на гръцката православна църква.
Между 1821 и 1829, гръцкият народ води успешна война за независимост срещу османската власт и през 1830 година е създадена независимата Първа гръцка република. За първи министър-председател е избран Йоанис Каподистриас, но след неговото убийство Великите сили установяват монархия начело с баварския принц Ото (Отон). През 1843 година избухва въстание срещу неговото управление, в резултат на което се създава нова конституция. Въпреки това Ото продължава да управлява авторитарно, което става причина за детронирането му през 1863 година и идването на власт на датския принц Вилхелм под името Георгиос I. През 1877 година премиер става Харилаос Трикупис, чието управление се характеризира с ограничаване на кралската власт, икономически подем и развитие на инфраструктурата.

## Нова история
В резултат от Балканските войни Гърция увеличава своята територия и население в началото на века. В навечерието на Първата световна война страната остава политически разделена на две фракции – от една страна това са поддръжниците на крал Константинос I и неговата про-германска политика, и ориентираният към Антантата министър-председател Елефтериос Венизелос от друга.
След края на Първата световна война Гърция влиза в конфликт с Турция на Мустафа Кемал, чийто край е белязан с мащабни преселения на гърци и турци към съответните им страни. Няколкостотин хиляди понтийски гърци загиват в резултат на тези преселения. Икономическата нестабилност довежда до серия от преврати, като същевременно остава проблемът с интегрирането на 1,5 милиона гърци, прииждащи от Турция, в гръцкото общество. Гръцката общност в Истанбул например намалява от 300 000 души в началото на века до едва 3000 в началото на XXI век.
През 1940 година фашистка Италия настоява гръцкото правителство да се предаде, но диктаторът Йоанис Метаксас отказва. Това става причината за Итало-гръцката война. Първоначално гърците отблъскват италианските войски и отбелязват първата победа за Съюзниците над Оста, но войната все пак завършва с окупацията на Гърция, когато пристигат и германски войски. През зимата на 1941 – 42 г. от глад умират близо 100 000 гърци, а впоследствие загиват и голяма част от гръцките евреи, след като биват депортирани в нацистките концентрационни лагери.

### Гражданска война
След края на Втората световна война в страната избухва тригодишна гражданска война между комунисти и антикомунистически настроените сили, завършила с поражение за комунистите. В резултат от този сблъсък Гърция остава нестабилна в политическо отношение и напрежението между левите и десните политици се задържа в следващите 30 години. С налагането на плана Маршал Гърция отбелязва голям напредък, станал известен като „гръцкото икономическо чудо“.

### Военна хунта
През 1965 година крал Константинос II разпуска правителството на Георгиос Папандреу-старши, а последвалият период на политически сблъсъци завършва с преврат през 1967 г. и установяването на режим на полковниците до 1974 г. Краят на военния режим е отбелязан с кърваво въстание в атинската политехника, брутално потушено от военните. Това събитие разклаща устоите на хунтата, която се срутва на следващата година с турската окупация на Кипър. В знак на протест срещу нашествието, Гърция се оттегля от военните структури на НАТО на 14 август 1974.

### След 1974 г.
През лятото на 1975 г. се провеждат демократични избори, установява се нова конституция и официално се разпуска монархията. Обособяват се консервативна и социалистическа партия като водещи политически сили, а през 1980 година страната се връща в структурите на НАТО. През 1981 година Гърция се присъединява и към Европейските общности, по-късно реформирани в Европейски съюз. В последвалото десетилетие инвестициите в тежката промишленост, еврофондовете и увеличаващият се поток от туристи подсилват неимоверно гръцката икономика, и стандартът на живот се покачва до невиждани дотогава нива. Традиционно враждебните отношения между Гърция и Турция се подобряват след земетресението в Измит през 1999 година. Гърция приема еврото за своя валута през 2001 година, и става домакин на Олимпийските игри през 2004. Страната понася тежък удар от международната финансова криза в края на първото десетилетие на 21 век. Последвалите мерки на правителството, насочени към орязване на държавните разходи и увеличаване на данъците довеждат до избухването на протести и бунтове на 5 май 2010 г.

## Държавно устройство
Гърция е парламентарна република. Приетата през 1975 г. конституция е гаранция за спазването на правата и свободите на гръцките граждани. Според нея глава на гръцката държава е непряко избран президент. Той се избира за срок от 5 години от Парламента.
Основа на изпълнителната власт е правителството (министерски съвет), начело с министър-председател. До поправката през 1986 голяма роля във властта играе и президентът, но след това много от правомощията му са отнети и днес той има по-скоро представителни функции. Най-голяма власт е съсредоточена в министър-председателя, който формално се назначава от президента.
Законодателната власт се упражнява от 300-местен еднокамарен парламент, чийто състав се избира на всеки 4 години на тайни парламентарни избори. Изборната система в страната е пропорционална с 3% изборен праг, като партията, получила най-много гласове получава 50 допълнителни места. Преди всички избори президентът е задължен да разпуска парламента, а също и ако е гласуван вот на недоверие.

## Политика

### Защита на човешките права
Гръцката република узаконовя еднополовите съюзи на 24 декември 2015 г. чрез позволяването на еднополвите двойки да встъпят в споразумения за съжителство (на гръцки: σύμφωνο συμβίωσης, латинизация: symfono symviosis). Решението на Гръцкия парламент е от 23 декември 2015 г. От сключените през 2016 споразумения, 5,72% са на еднополови двойки, а през 2017 г. те са 2,72% от общия брой.
До 2000 г. гръцките власти са отбелязвали вероизповеданието върху личните карти, но тази практика е прекратена поради противоречия със закон 2472/1997 г.

## Международни отношения

### България
Посланици на Гърция в България:
- Данаи-Магдалини Куманаку (2006 – 2011)
- Прокопиос Д. Мандзуранис (2002 – 2006)

### Северна Македония
Още от обявяването на независимостта на бившата югославска република през 1991 година, Гърция блокира приемането ѝ в международни организации под името „Македония“ с аргумента, че една от гръцките административни области носи същото име. На 25 януари 2019 г. гръцкият парламент одобрява Преспанското споразумение, с което дава съгласие държавата да носи официално името „Северна Македония“. Договорът и новото име влизат в сила на 12 февруари 2019. Така отпада 27-годишното гръцко вето спрямо присъединяването на страната към Европейския съюз и НАТО.

## Административно деление
Гърция е съставена от 13 области, които се разделят на 325 деми (общини). Над нивото на областите има 7 децентрализирани администрации и 4 статистически региона, а между нивата на областите и общините – 74 областни единици. Демовете се подразделят на демови единици.
От системата на административно деление е изключена Автономната монашеска държава Атон, която има специален административен статут.
Сегашното административно деление на Гърция е резултат от мащабна реформа, реализирана с Плана „Каликратис“. До 1 януари 2011 година страната се разделя на 13 области, 51 окръга (номи) и над 1000 деми и кинотита (селски общини), както и 3 супернома (обединения от няколко нома). До 2006 година между дема и нома съществува и епархията (околия).

## Икономика
Гърция е страна с добре развита пазарна икономика, базирана на селското стопанство и леката промишленост. Гърция е сред най-големите производители на маслини, тютюн и вино. Въпреки че не е силно индустриализирана, страната произвежда леки и икономични автомобили („Атика“, „Алта“), електроника, оръжия, кораби и строителни материали.
Транспортната мрежа на Гърция включва 36 500 km пътища и 2500 km железопътни линии. Страната разполага с голям морски търговски флот – около 3500 кораба, повечето регистрирани под чужд флаг. Главни пристанища са Пирея, Солун, Патрас, Волос. В Гърция има 40 летища, 22 от които международни.
Снабдяването с електрическа енергия почти изключително се осъществява от Обществената електрическа компания (на гръцки: Δημόσια Επιχείρηση Ηλεκτρισμού). През 2009 г. то е предоставило 85,6% от потребената електроенергия, докато през следващата 2010 г. е наблюдаван спад до 77,3%.

## Население
Население – 10 787 690 (2011), столица – Атина (3,1 млн. урбанизирана популация към 2001), по-големи градове – Солун (770 хил. урбанизирана популация към 2001), Патра (170 хил. към 2001), Ираклион (140 хил. към 2001), Лариса (120 хил. към 2001).
След преброяването на населението (2001) като новостилни православни са се определили – 95,5%, като старостилни православни – 2,3%, като мюсюлмани – 1,3%, като други – 0,9%.
Граждани по страни според преброяването от 2001: гърци – 93,8%, албанци – 4,3%, българи – 0,4%, румънци – 0,2%, украинци – 0,2%, пакистанци – 0,1%, руснаци – 0,1%, грузинци – 0,1%, индийци – 0,1%, други – 0,7%. Данните не включват етнически групи и малцинства, например мюсюлманското малцинство, което е 1% от населението, от него 0,5% са турци, 0,4% – българи мохамедани и 0,1% – цигани. Въпреки че повечето българи, останали след войната в егейска Македония имат българския език за роден, са асимилирани и се смятат за етнически гърци.

### Българи в Гърция
Македонските и тракийските българи в Гърция, говорещи български език наброяват около 500 000 за цялата страна според източник на ВМРО, а през началото на 20 в., когато егейска Македония е дадена на Гърция те наброяват 673 000, според рапорт на Кеймбриджки професор, но с течение на годините част от българите там са дошли в България. Повечето българоговорещи местни там сега са асимилирани и се самоопределят за гърци. Преобладаващият гъркомански възглед между тия хора за етноса им е, че са наследници на древни македонци, но впоследствие са приели славянския диалект и затова имат за майчин българския език. Преобладаващата позиция там за етническия произход на населението на тази област е, че всеки роден в Македония (област) е грък, независимо дали говори албански, турски или румънски, употребява се фразата гъркомакедонци, част от гръцкия народ, за всички хора там. Повечето българи живеят в районите на Лерин, Воден, Ксанти, Гюмюрджина, Костур, Кукуш, Сяр и Драма, но много голяма част от българите живеят в Атина и Солун, а много са родом от Солун. Българите или славяноговорещите гърци, както те се осъзнават етнически, са мнозинство с над 50% в номите Костур, Лерин и Пела, значителна част, но не мнозинство живеят в номите Кукуш, Сяр и Драма, а българите-мохамедани живеят в номите Ксанти и Родопи.

### Здравеопазване
Обществените болници в Гърция се стопанисват от търговско дружество, което е 100% собственост на Гръцката република, и е известно със съкращението ΔΕΠΑΝΟΜ Α.Ε. (на новогръцки: Δημόσια Επιχείρηση Ανέγερσης Νοσηλευτικών Μονάδων Α.Ε., в превод: „Обществено предприятие за изграждане на болнични единици“ АД). Услугите по спешна медицинска помощ се предоставят от Националния център за спешна помощ (на новогръцки: Εθνικό Κέντρο Άμεσης Βοήθειας).

## Култура
Гръцката култура е резултат на многовековното смесване на различни културни тенденции и фактори. Огромно влияние при нейното формиране са оказали различни културни влияния от Изтока и Запада, Севера и Юга. Основен фактор в изграждането винаги е бил гръцкият народ – отворен към влияния и експериментиране. Цялата гръцка култура лежи в основата на западната европейска цивилизация. В Древна Гърция се заражда демокрацията, създава се писмеността, при която освен съгласни звуци, се означават и гласни, дава се начало на хуманитарните науки история и философия, създават се географски трактати, описващи познатите земи, откриват се физични (Архимедов закон) и математически закони (Питагорова теорема), развива се скулптурата и архитектурата и се създава богата митология.

### Гръцка музика
Гръцката музика съществува от древни времена, когато смесени хорове са изпълнявали различни музикални произведения при забавления или обреди. От древните времена са запазени много гръцки музикални инструменти, като авлос, лира и други, които са повлияли развитието на инструментите на по-късен етап в цяла Европа. Гръцката музика се променя под влиянието на Римската империя.
През Средновековието на запад постепенно започва да се развива полифоничната музика, но православното духовенство във Византия се противопоставя на тази тенденция и продължава да поддържа монофоничната традиция без инструментален съпровод. Заедно с църковното пеене се развиват и два основни фолклорни жанра – акритически песни (с епичен характер, описващи живота и борбите на византийските войници в далечните земи) и клефтически песни (отнасящи се за животът на гърците под османско владичество). Акритическите песни се появяват около 9 – 10 век, докато клефтическите се появяват към 15 век и се развиват до периода на освобождението. До средата на 20 век фолклорната музика се развива по селата, но след това започва да се наблюдава обратният процес – тя започва да се разпространява от градовете към по-малките населени места в комерсиализиран вариант.

## Други
| Дата              | Име                               | Забележка                     |
| ----------------- | --------------------------------- | ----------------------------- |
| 1 януари          | Нова година                       | Начало на новата година       |
| 6 януари          | Богоявление                       | Йордановден                   |
| 25 март           | Благовещение                      | Национален празник            |
| Чист понеделник   | Понеделник след Сиропустна неделя | Начало на великденския пост   |
| Велики петък      | Великден                          | Разпети петък                 |
| Велика събота     | Великден                          | --                            |
| Великден          | Великден                          | Възкресение                   |
| Велики понеделник | Великден                          | Понеделника след Великден     |
| 1 май             | Първи май                         | Ден на труда                  |
| Свети Дух         | --                                | --                            |
| 15 август         | Успение Богородично               | --                            |
| 28 октомври       | Национален празник                | Итало-гръцка война от 1940 г. |
| 25 декември       | Коледа                            | Рождество Христово            |
| 26 декември       | Сбор Богородичен                  | --                            |